# Angolafliköga
Angolafliköga (Platysteira albifrons) är en fågel i familjen flikögon inom ordningen tättingar.

## Utbredning och systematik
Fågeln förekommer i låglänta områden och sluttningar i västra Angola och angränsande sydvästra Kongo-Kinshasa. Den behandlas som monotypisk, det vill säga att den inte delas in i några underarter.

## Status
IUCN kategoriserar arten som nära hotad.